# Liste des cathédrales du Mexique
 (janvier 2020).
Cet article recense les cathédrales du Mexique.

## Catholiques
| Cathédrale                                                                    | Diocèse                                                   | État                    | Ville                        | Coordonnées                          | Illustration                                                                  |
| ----------------------------------------------------------------------------- | --------------------------------------------------------- | ----------------------- | ---------------------------- | ------------------------------------ | ----------------------------------------------------------------------------- |
| Cathédrale Notre-Dame-de-la-Solitude                                          | Acapulco                                                  | Guerrero                | Acapulco                     | à géolocaliser                       | Cathédrale Notre-Dame-de-la-Solitude                                          |
| Cathédrale Notre-Dame-de-l'Assomption                                         | Aguascalientes                                            | Aguascalientes          | Aguascalientes               | à géolocaliser                       | Cathédrale Notre-Dame-de-l'Assomption                                         |
| Cathédrale Notre-Dame-de-l'Assomption                                         | Antequera                                                 | Oaxaca                  | Oaxaca de Juárez             | 17° 03′ 41″ nord, 96° 43′ 30″ ouest  | Cathédrale Notre-Dame-de-l'Assomption                                         |
| Cathédrale de l'Immaculée-Conception                                          | Apatzingán                                                | Michoacán de Ocampo     | Apatzingán                   | à géolocaliser                       | Cathédrale de l'Immaculée-Conception                                          |
| Cathédrale de la Divine-Providence                                            | Atlacomulco                                               | México                  | Atlacomulco                  | à géolocaliser                       | Cathédrale de la Divine-Providence                                            |
| Cathédrale de la Sainte-Trinité                                               | Autlán                                                    | Jalisco                 | Autlán                       | à géolocaliser                       | Cathédrale de la Sainte-Trinité                                               |
| Cathédrale de l'Immaculée-Conception                                          | Campeche                                                  | Campeche                | Campeche                     | à géolocaliser                       | Cathédrale de l'Immaculée-Conception                                          |
| Cathédrale de la Sainte-Trinité                                               | Cancún–Chetumal                                           | Quintana Roo            | Cancún                       | à géolocaliser                       | Image manquante Téléverser                                                    |
| Cathédrale du Sacré-Cœur                                                      | Cancún–Chetumal                                           | Quintana Roo            | Chetumal                     | à géolocaliser                       | Image manquante Téléverser                                                    |
| Cathédrale de l'Immaculée-Conception                                          | Celaya                                                    | Guanajuato              | Celaya                       | à géolocaliser                       | Cathédrale de l'Immaculée-Conception                                          |
| Cathédrale de la Sainte-Croix, de Notre-Dame de la Regla et de Saint-François | Chihuahua                                                 | Chihuahua               | Chihuahua                    | 28° 38′ 09″ nord, 106° 04′ 38″ ouest | Cathédrale de la Sainte-Croix, de Notre-Dame de la Regla et de Saint-François |
| Cathédrale de l'Ascension                                                     | Chilpancingo–Chilapa                                      | Guerrero                | Chilpancingo de los Bravo    | à géolocaliser                       | Cathédrale de l'Ascension                                                     |
| Cathédrale de l'Ascension                                                     | Chilpancingo–Chilapa                                      | Guerrero                | Chilapa                      | à géolocaliser                       | Image manquante Téléverser                                                    |
| Cathédrale Saint-Jean-Baptiste                                                | Ciudad Altamirano                                         | Guerrero                | Ciudad Altamirano            | à géolocaliser                       | Cathédrale Saint-Jean-Baptiste                                                |
| Cathédrale Saint-Joseph                                                       | Ciudad Guzmán                                             | Jalisco                 | Ciudad Guzmán                | à géolocaliser                       | Cathédrale Saint-Joseph                                                       |
| Cathédrale Notre-Dame-de-Guadalupe                                            | Ciudad Juárez                                             | Chihuahua               | Ciudad Juárez                | à géolocaliser                       | Cathédrale Notre-Dame-de-Guadalupe                                            |
| Cathédrale du Christ-Roi                                                      | Ciudad Lázaro Cárdenas                                    | Michoacán de Ocampo     | Ciudad Lázaro Cárdenas       | à géolocaliser                       | Image manquante Téléverser                                                    |
| Cathédrale du Sacré-Cœur-de-Jésus                                             | Ciudad Obregón                                            | Sonora                  | Ciudad Obregón               | à géolocaliser                       | Cathédrale du Sacré-Cœur-de-Jésus                                             |
| Cathédrale Notre-Dame-de-Guadalupe                                            | Ciudad Valles                                             | San Luis Potosí         | Ciudad Valles                | à géolocaliser                       | Image manquante Téléverser                                                    |
| Cathédrale du Sacré-Cœur-de-Jésus                                             | Ciudad Victoria                                           | Tamaulipas              | Ciudad Victoria              | à géolocaliser                       | Image manquante Téléverser                                                    |
| Cathédrale Notre-Dame-du-Refuge                                               | Ciudad Victoria                                           | Tamaulipas              | Ciudad Victoria              | à géolocaliser                       | Cathédrale Notre-Dame-du-Refuge                                               |
| Cathédrale Saint-Joseph                                                       | Coatzacoalcos                                             | Veracruz                | Coatzacoalcos                | à géolocaliser                       | Image manquante Téléverser                                                    |
| Cathédrale Notre-Dame-de-Guadalupe                                            | Colima                                                    | Colima                  | Colima                       | à géolocaliser                       | Cathédrale Notre-Dame-de-Guadalupe                                            |
| Cathédrale de l'Immaculée-Conception                                          | Córdoba                                                   | Veracruz                | Córdoba                      | à géolocaliser                       | Cathédrale de l'Immaculée-Conception                                          |
| Cathédrale Saint-Antoine                                                      | Cuauhtémoc–Madera                                         | Chihuahua               | Cuauhtémoc                   | à géolocaliser                       | Image manquante Téléverser                                                    |
| Cathédrale Saint-Bonaventure                                                  | Cuautitlán                                                | México                  | Cuautitlán                   | à géolocaliser                       | Cathédrale Saint-Bonaventure                                                  |
| Cathédrale de l'Assomption                                                    | Cuernavaca                                                | Morelos                 | Cuernavaca                   | à géolocaliser                       | Cathédrale de l'Assomption                                                    |
| Cathédrale Notre-Dame-du-Rosaire de Culiacán                                  | Culiacán                                                  | Sinaloa                 | Culiacán                     | à géolocaliser                       | Cathédrale Notre-Dame-du-Rosaire de Culiacán                                  |
| Cathédrale Notre-Dame                                                         | Durango                                                   | Durango                 | Durango                      | à géolocaliser                       | Cathédrale Notre-Dame                                                         |
| Cathédrale du Sacré-Cœur-de-Jésus                                             | Ecatepec                                                  | México                  | Ecatepec de Morelos          | à géolocaliser                       | Cathédrale du Sacré-Cœur-de-Jésus                                             |
| Cathédrale Saint-Christophe                                                   | Ecatepec                                                  | México                  | Ecatepec de Morelos          | à géolocaliser                       | Cathédrale Saint-Christophe                                                   |
| Cathédrale Notre-Dame-de-Guadalupe                                            | El Salto                                                  | Durango                 | El Salto                     | à géolocaliser                       | Image manquante Téléverser                                                    |
| Cathédrale Notre-Dame-de-Guadalupe                                            | Ensenada                                                  | Basse-Californie        | Ensenada                     | à géolocaliser                       | Image manquante Téléverser                                                    |
| Cathédrale Notre-Dame-de-Guadalupe                                            | Gómez Palacio                                             | Durango                 | Gómez Palacio                | à géolocaliser                       | Cathédrale Notre-Dame-de-Guadalupe                                            |
| Cathédrale de l'Assomption                                                    | Guadalajara                                               | Jalisco                 | Guadalajara                  | à géolocaliser                       | Image manquante Téléverser                                                    |
| Cathédrale de l'Ascension                                                     | Hermosillo                                                | Sonora                  | Hermosillo                   | à géolocaliser                       | Image manquante Téléverser                                                    |
| Cathédrale de Huajuapan de León                                               | Huajuapan de León                                         | Oaxaca                  | Huajuapan de León            | à géolocaliser                       | Cathédrale de Huajuapan de León                                               |
| Cathédrale Saint-Jean-Évangéliste                                             | Huautla                                                   | Oaxaca                  | Huautla de Jiménez           | à géolocaliser                       | Image manquante Téléverser                                                    |
| Cathédrale Saint-Augustin                                                     | Huejutla                                                  | Hidalgo                 | Huejutla                     | à géolocaliser                       | Image manquante Téléverser                                                    |
| Cathédrale Notre-Dame-de-la-Solitude                                          | Irapuato                                                  | Guanajuato              | Irapuato                     | à géolocaliser                       | Cathédrale Notre-Dame-de-la-Solitude                                          |
| Cathédrale de l'Immaculée-Conception                                          | Jalapa                                                    | Veracruz                | Xalapa                       | à géolocaliser                       | Image manquante Téléverser                                                    |
| Cathédrale Jésus-Marie                                                        | Jesús María                                               | Nayarit                 | El Nayar                     | à géolocaliser                       | Image manquante Téléverser                                                    |
| Cathédrale Notre-Dame-de-la-Paix                                              | La Paz en Basse-Californie du Sud                         | Basse-Californie du Sud | La Paz                       | à géolocaliser                       | Image manquante Téléverser                                                    |
| Cathédrale-basilique Sainte-Mère-de-Lumière                                   | León                                                      | Guanajuato              | León                         | à géolocaliser                       | Cathédrale-basilique Sainte-Mère-de-Lumière                                   |
| Cathédrale Saint Philippe-Apôtre                                              | Linares                                                   | Nuevo León              | Linares                      | à géolocaliser                       | Image manquante Téléverser                                                    |
| Cathédrale Notre-Dame-du-Refuge                                               | Matamoros                                                 | Tamaulipas              | Matamoros                    | à géolocaliser                       | Image manquante Téléverser                                                    |
| Cathédrale de l'Immaculée-Conception                                          | Matehuala                                                 | San Luis Potosí         | Matehuala                    | à géolocaliser                       | Image manquante Téléverser                                                    |
| Cathédrale de l'Immaculée-Conception                                          | Mazatlán                                                  | Sinaloa                 | Mazatlán                     | à géolocaliser                       | Image manquante Téléverser                                                    |
| Cathédrale Notre-Dame-de-Guadalupe                                            | Mexicali                                                  | Basse-Californie du Sud | Mexicali                     | à géolocaliser                       | Image manquante Téléverser                                                    |
| Cathédrale de l'Ascension                                                     | Mexico                                                    | District fédéral        | Ciudad de México             | 19° 26′ 04″ nord, 99° 07′ 59″ ouest  | Cathédrale de l'Ascension                                                     |
| Cathédrale Saint-Pierre-et-Saint-Paul                                         | Mixes                                                     | Oaxaca                  | San Pedro y San Pablo Ayutla | à géolocaliser                       | Image manquante Téléverser                                                    |
| Cathédrale Notre-Dame-de-Monterrey                                            | Monterrey                                                 | Nuevo León              | Monterrey                    | à géolocaliser                       | Image manquante Téléverser                                                    |
| Cathédrale Saint-Sauveur                                                      | Morelia                                                   | Michoacán de Ocampo     | Morelia                      | 19° 42′ 08″ nord, 101° 11′ 32″ ouest | Cathédrale Saint-Sauveur                                                      |
| Cathédrale Jésus-Seigneur-de-Miséricorde                                      | Nezahualcóyotl                                            | México                  | Ciudad Nezahualcóyotl        | à géolocaliser                       | Image manquante Téléverser                                                    |
| Cathédrale Notre-Dame-de-Valvanera                                            | Notre-Dame-des-Martyrs-du-Liban des Maronites             | District fédéral        | Ciudad de México             | 19° 25′ 46″ nord, 99° 07′ 50″ ouest  | Cathédrale Notre-Dame-de-Valvanera                                            |
| Iglesia de Porta Coeli                                                        | Nuestra Señora del Paraíso en México (Greek-Melkite Rite) | District fédéral        | Ciudad de México             | à géolocaliser                       | Image manquante Téléverser                                                    |
| Cathédrale de la Médaille-Miraculeuse                                         | Nuevo Casas Grandes                                       | Chihuahua               | Nuevo Casas Grandes          | à géolocaliser                       | Image manquante Téléverser                                                    |
| Cathédrale du Saint-Esprit                                                    | Nuevo Laredo                                              | Tamaulipas              | Nuevo Laredo                 | à géolocaliser                       | Image manquante Téléverser                                                    |
| Cathédrale Saint-Michel-Archange                                              | Orizaba                                                   | Veracruz                | Orizaba                      | à géolocaliser                       | Image manquante Téléverser                                                    |
| Cathédrale Notre-Dame-de-l'Assomption                                         | Papantla                                                  | Veracruz                | Papantla                     | à géolocaliser                       | Image manquante Téléverser                                                    |
| Cathédrale Saint-Joseph                                                       | Parral                                                    | Chihuahua               | Hidalgo del Parral           | 26° 56′ 01″ nord, 105° 40′ 07″ ouest | Cathédrale Saint-Joseph                                                       |
| Cathédrale des Martyrs-du-Christ-Roi                                          | Piedras Negras                                            | Coahuila de Zaragoza    | Piedras Negras               | à géolocaliser                       | Image manquante Téléverser                                                    |
| Cathédrale de l'Immaculée-Conception                                          | Puebla de los Angeles                                     | Puebla                  | Puebla                       | 19° 02′ 35″ nord, 98° 11′ 55″ ouest  | Cathédrale de l'Immaculée-Conception                                          |
| Cathédrale Notre-Dame-de-la-Solitude                                          | Puerto Escondido                                          | Oaxaca                  | Puerto Escondido             | à géolocaliser                       | Image manquante Téléverser                                                    |
| Cathédrale Saint Philippe-Néri                                                | Querétaro                                                 | Querétaro               | Querétaro                    | à géolocaliser                       | Image manquante Téléverser                                                    |
| Cathédrale Saint-Jacques                                                      | Saltillo                                                  | Coahuila de Zaragoza    | Saltillo                     | à géolocaliser                       | Cathédrale Saint-Jacques                                                      |
| Cathédrale Saint-Joseph-et-Saint-André                                        | San Andrés Tuxtla                                         | Veracruz                | San Andrés Tuxtla            | à géolocaliser                       | Cathédrale Saint-Joseph-et-Saint-André                                        |
| Cathédrale Saint-Christophe                                                   | San Cristóbal de las Casas                                | Chiapas                 | San Cristóbal de las Casas   | à géolocaliser                       | Cathédrale Saint-Christophe                                                   |
| Cathédrale-basilique Notre-Dame                                               | San Juan de los Lagos                                     | Jalisco                 | San Juan de los Lagos        | à géolocaliser                       | Cathédrale-basilique Notre-Dame                                               |
| Cathédrale Saint-Louis-Roi                                                    | San Luis Potosí                                           | San Luis Potosí         | San Luis Potosí              | à géolocaliser                       | Image manquante Téléverser                                                    |
| Cathédrale du Seigneur                                                        | Tabasco                                                   | Tabasco                 | Villahermosa                 | à géolocaliser                       | Cathédrale du Seigneur                                                        |
| Cathédrale Saint-Jérôme                                                       | Tacámbaro                                                 | Michoacán de Ocampo     | Tacámbaro                    | à géolocaliser                       | Image manquante Téléverser                                                    |
| Cathédrale de l'Immaculée-Conception                                          | Tampico                                                   | Tamaulipas              | Tampico                      | à géolocaliser                       | Image manquante Téléverser                                                    |
| Cathédrale Saint-Joseph                                                       | Tapachula                                                 | Chiapas                 | Tapachula                    | à géolocaliser                       | Image manquante Téléverser                                                    |
| Cathédrale                                                                    | Tarahumara                                                | Chihuahua               | Sisoguichi                   | à géolocaliser                       | Image manquante Téléverser                                                    |
| Cathédrale Notre-Dame-de-Guadalupe                                            | Tarahumara                                                | Chihuahua               | Guachochi                    | à géolocaliser                       | Image manquante Téléverser                                                    |
| Cathédrale de l'Immaculée-Conception                                          | Tehuacán                                                  | Puebla                  | Tehuacan                     | à géolocaliser                       | Image manquante Téléverser                                                    |
| Cathédrale Saint-Dominique                                                    | Tehuantepec                                               | Oaxaca                  | Santo Domingo Tehuantepec    | à géolocaliser                       | Image manquante Téléverser                                                    |
| Cathédrale du Calvaire                                                        | Tenancingo                                                | México                  | Tenancingo de Degollado      | à géolocaliser                       | Image manquante Téléverser                                                    |
| Cathédrale Saint-Jean-Baptiste                                                | Teotihuacan                                               | México                  | San Juan Teotihuacan         | à géolocaliser                       | Image manquante Téléverser                                                    |
| Cathédrale de l'Immaculée-Conception                                          | Tepic                                                     | Nayarit                 | Tepic                        | à géolocaliser                       | Image manquante Téléverser                                                    |
| Cathédrale de l'Immaculée-Conception                                          | Texcoco                                                   | México                  | Texcoco                      | à géolocaliser                       | Image manquante Téléverser                                                    |
| Cathédrale Notre-Dame-de-Guadalupe                                            | Tijuana                                                   | Basse-Californie        | Tijuana                      | à géolocaliser                       | Cathédrale Notre-Dame-de-Guadalupe                                            |
| Cathédrale du Corps-du-Christ                                                 | Tlalnepantla                                              | México                  | Tlalnepantla                 | à géolocaliser                       | Image manquante Téléverser                                                    |
| Cathédrale Saint-Augustin                                                     | Tlapa                                                     | Guerrero                | Tlapa de Comonfort           | à géolocaliser                       | Image manquante Téléverser                                                    |
| Cathédrale Notre-Dame-de-l'Assomption                                         | Tlaxcala                                                  | Tlaxcala                | Tlaxcala de Xicoténcatl      | à géolocaliser                       | Image manquante Téléverser                                                    |
| Cathédrale Saint-Joseph                                                       | Toluca                                                    | México                  | Toluca                       | à géolocaliser                       | Cathédrale Saint-Joseph                                                       |
| Cathédrale Notre-Dame-du-Mont-Carmel                                          | Torreón                                                   | Coahuila de Zaragoza    | Torreón                      | à géolocaliser                       | Image manquante Téléverser                                                    |
| Cathédrale Saint-Joseph                                                       | Tula                                                      | Hidalgo                 | Tula                         | à géolocaliser                       | Cathédrale Saint-Joseph                                                       |
| Cathédrale Saint-Jean-Baptiste                                                | Tulancingo                                                | Hidalgo                 | Tulancingo                   | à géolocaliser                       | Image manquante Téléverser                                                    |
| Cathédrale Notre-Dame-de-l'Assomption                                         | Tuxpan                                                    | Veracruz                | Tuxpan                       | à géolocaliser                       | Cathédrale Notre-Dame-de-l'Assomption                                         |
| Cathédrale Saint-Jean-Baptiste                                                | Tuxtepec                                                  | Oaxaca                  | Tuxtepec                     | à géolocaliser                       | Image manquante Téléverser                                                    |
| Cathédrale Saint-Marc                                                         | Tuxtla Gutiérrez                                          | Chiapas                 | Tuxtla Gutiérrez             | à géolocaliser                       | Image manquante Téléverser                                                    |
| Cathédrale Saint-Juan-Diego                                                   | Valle de Chalco                                           | México                  | Chalco de Díaz Covarrubias   | à géolocaliser                       | Image manquante Téléverser                                                    |
| Cathédrale de l'Assomption                                                    | Veracruz                                                  | Veracruz                | Veracruz                     | à géolocaliser                       | Image manquante Téléverser                                                    |
| Cathédrale Saint-Ildefonse « du Yucatan »                                     | Yucatán                                                   | Yucatán                 | Mérida                       | à géolocaliser                       | Cathédrale Saint-Ildefonse « du Yucatan »                                     |
| Cathédrale Notre-Dame-de-l'Assomption                                         | Zacatecas                                                 | Zacatecas               | Zacatecas                    | 22° 46′ 33″ nord, 102° 34′ 20″ ouest | Cathédrale Notre-Dame-de-l'Assomption                                         |
| Cathédrale de l'Immaculée-Conception                                          | Zamora                                                    | Michoacán de Ocampo     | Zamora de Hidalgo            | à géolocaliser                       | Image manquante Téléverser                                                    |
| Sanctuaire diocésain Notre-Dame-de-Guadalupe                                  | Zamora                                                    | Michoacán de Ocampo     | Zamora de Hidalgo            | à géolocaliser                       | Sanctuaire diocésain Notre-Dame-de-Guadalupe                                  |

## Orthodoxe
- Cathédrale Saints-Pierre-et-Paul (Bosque Real)